# Hydrocotyle peruviana
Hydrocotyle peruviana är en växtart i släktet Hydrocotyle och familjen araliaväxter.
Arten är en perenn ört som förekommer i Peru och Bolivia. Den beskrevs av Hermann Wolff 1908.